# Nicolas Gersin
Nicolas Gersin né dans l'Aube en 1769 et mort à Chantilly le 19 décembre 1833, est un auteur dramatique et librettiste français.

## Biographie
Directeur d'une institution de Belleville qui accueillit notamment les futurs compositeurs Adolphe Adam et Ferdinand Hérold, ses pièces ont été représentées sur les plus grandes scènes parisiennes du XIXe siècle : Théâtre du Vaudeville, Théâtre de l'Odéon, Théâtre des Variétés, Théâtre-Français, etc.
Mort d'une attaque d'apoplexie le 19 décembre 1833 à Chantilly, Nicolas Gersin est l'oncle du botaniste Jean-Louis-Auguste Loiseleur-Deslongchamps qui fit ses études chez lui, et du compositeur Angelo Maria Benincori.

## Œuvres
- 1786 : Rosine, ou l’Épouse abandonnée, opéra en 3 actes, musique de François-Joseph Gossec, à l'Académie Royale de Musique (14 juillet)
- 1794 : Hymne à l’Être suprême, paroles du citoyen Laurence
- 1798 : Arlequin-décorateur, comédie-parade en 1 acte et en prose, mêlée de vaudevilles, avec Alexandre de Ferrière et Antoine Année, au théâtre du Vaudeville (24 août)
- 1799 : Ne pas croire ce qu'on voit, comédie-vaudeville en 1 acte, au théâtre du Vaudeville (18 avril)
- 1799 : Le Carrosse espagnol, ou Pourquoi faire ?, comédie-vaudeville en 1 acte, avec Étienne de Jouy, au théâtre du Vaudeville (25 décembre)
- 1800 : Gilles ventriloque, parade mêlée de vaudevilles, en 1 acte, avec Pierre-Ange Vieillard et Antoine Année, au théâtre du Vaudeville (5 mars)
- 1800 : Le Triomphe de Camille, opéra en un acte, avec Pierre-Ange Vieillard, au théâtre des Arts (10 juillet)
- 1801 : Papirius, ou les Femmes comme elles étaient, parade historique en 1 acte, mêlée de vaudevilles, avec Pierre-Ange Vieillard, au théâtre du Vaudeville (30 juin)
- 1805 : Un tour de soubrette, comédie en 1 acte et en prose, au théâtre Louvois (21 février)
- 1805 : Les Travestissements, comédie en 1 acte, avec Pierre-Ange Vieillard et Antoine Année, au théâtre Louvois (7 août)
- 1805 : Une heure de caprice, comédie en 1 acte, mêlée de vaudevilles, au théâtre du Vaudeville (1er octobre)
- 1805 : Les Valets de campagne, comédie en 1 acte, mêlée de vaudevilles, au théâtre du Vaudeville (3 décembre)
- 1806 : Les Quatre Henri, ou le Jugement du meunier de Lieusaint, parodie sans parodie en 1 acte, mêlé de vaudevilles, avec Henri Simon, au théâtre du Vaudeville (2 août)
- 1807 : Les Filles de Mémoire, ou le Mnémonite, comédie en 1 acte, mêlée de vaudevilles, avec Michel Dieulafoy, au théâtre du Vaudeville (24 février)
- 1807 : Les Pages du duc de Vendôme, comédie en 1 acte, mêlée de vaudevilles, avec Michel Dieulafoy, au théâtre du Vaudeville (17 juin)
- 1807 : Le Fond du sac, ou la Préface de Lina, parodie vaudeville, en 1 acte et en quatre années, avec Michel Dieulafoy, au théâtre du Vaudeville (5 novembre)
- 1808 : La Vallée de Barcelonnette, ou le Rendez-vous de deux ermites, comédie-vaudeville en 1 acte, avec Michel Dieulafoy, au théâtre du Vaudeville (21 mars)
- 1808 : Bayard au Pont-Neuf, ou le Picotin d'avoine, folie-vaudeville en 1 acte, avec Michel Dieulafoy, au théâtre du Vaudeville (21 juillet)
- 1808 : Au feu ! ou les Femmes solitaires, comédie-vaudeville, en un acte, avec Michel Dieulafoy, au théâtre du Vaudeville (27 décembre)
- 1809 : Adam Montauciel, ou A qui la gloire ?, à-propos en 1 acte, et en vaudevilles, avec Michel-Nicolas Balisson de Rougemont et Marc-Antoine-Madeleine Désaugiers, au théâtre du Vaudeville (10 avril)
- 1809 : L'Intrigue impromptue, ou Il n'y a plus d'enfant, comédie-vaudeville en 1 acte, avec Michel Dieulafoy, au théâtre du Vaudeville (4 novembre)
- 1810 : La Robe et les Bottes, ou Un effet d'optique, folie-vaudeville en 1 acte, avec Michel Dieulafoy, au théâtre du Vaudeville (28 février)
- 1810 : L'Auberge dans les nues, ou le Chemin de la gloire, petite revue de quelques grandes pièces, en 1 acte et en vaudevilles, avec Michel Dieulafoy et Henri Simon, au théâtre du Vaudeville (7 mai)
- 1810 : La Manufacture d'indiennes, ou le Triomphe du schall et des queues du chat, parodie des Bayadères[5], vaudeville en 1 acte, avec Michel Dieulafoy, au théâtre du Vaudeville (8 septembre)
- 1811 : La Revanche grecque, ou Mahomet jugé par les femmes, tragicomico-vaudeville en 1 acte, à l'occasion de Mahomet II[6], avec Michel Dieulafoy, au théâtre du Vaudeville (30 mars)
- 1811 : La Tasse de chocolat, ou Trop parler nuit, comédie-vaudeville en 1 acte, avec Michel Dieulafoy, au théâtre du Vaudeville (9 novembre)
- 1812 : Jeanne d'Arc, ou le Siège d'Orléans, comédie historique en 3 actes, mêlée de vaudevilles, avec Michel Dieulafoy, au théâtre du Vaudeville (24 février)
- 1816 : Les Gardes-marine, ou l'Amour et la Faim, vaudeville en 1 acte, avec Michel Dieulafoy, au théâtre du Vaudeville (14 mars)
- 1816 : Sans-Gêne chez lui, ou Chacun son tour, vaudeville en 1 acte, avec Michel Dieulafoy, au théâtre du Vaudeville (3 décembre)
- 1818 : Le Duel par la croisée, ou le Français à Milan, comédie-vaudeville en 1 acte, avec Michel Dieulafoy, au théâtre du Vaudeville (17 janvier)
- 1818 : Brouette à vendre, comédie en 1 acte, mêlée de vaudevilles, avec Michel Dieulafoy, au théâtre du Vaudeville (7 mars)
- 1818 : La Promesse de mariage, ou le Retour au hameau, opéra-comique en 1 acte et en prose, avec Michel Dieulafoy, musique d'Angelo Maria Benincori, au théâtre de l'Opéra-Comique (14 mai)
- 1818 : Une visite à Charenton, folie-vaudeville en 1 acte, avec Carmouche, Eugène Durieu et Henri Simon, au théâtre des Variétés (24 juin)
- 1819 : Le Drapeau français, ou les Soldats de Louis XIV, fait historique en 1 acte, mêlé de vaudevilles, avec Henri Simon, au théâtre du Vaudeville (24 août)
- 1820 : Ô l'impie, ou Enfin la voilà, vaudeville en 1 acte, avec Marc-Antoine Désaugiers et Michel Dieulafoy, parodie d'Olympie, opéra en 3 actes de Spontini, au théâtre du Vaudeville (11 janvier)
- 1820 : Un dîner à Pantin, ou l'Amphytrion à la diète, tableau-vaudeville en 1 acte, avec Marc-Antoine Désaugiers et Michel-Joseph Gentil de Chavagnac, au théâtre du Vaudeville (3 juillet)
- 1821 : Le Permesse gelé, ou les Glisseurs littéraires, folie-revue en 1 acte, avec Emmanuel Théaulon et Armand d'Artois, au théâtre du Vaudeville (25 février)
- 1821 : La Leçon de danse et d'équitation, comédie en 1 acte, mêlée de couplets, avec Charles-Augustin Sewrin, au théâtre des Variétés (13 décembre)
- 1822 : La Chercheuse d'esprit, opéra-comique de Favart, mis en vaudevilles, avec Gabriel de Lurieu, au théâtre du Vaudeville (13 mars)
- 1822 : Les Arrangeuses, ou les Pièces mises en pièces, folie-vaudeville, en 1 acte, avec Gabriel de Lurieu et Édouard-Joseph-Ennemond Mazères, au théâtre du Vaudeville (28 novembre)
- 1823 : L'Aveugle de Montmorency, comédie en 1 acte, mêlée de couplets, avec Nicolas Brazier, et Gabriel de Lurieu, au théâtre des Variétés (6 mars)
- 1823 : Le Chevalier d'honneur, comédie en 1 acte, mêlée de vaudevilles, avec Charles-Augustin Sewrin et Léonard Tousez, au théâtre du Gymnase (10 mai)
- 1823 : La Route de Bordeaux, à-propos en 1 acte et en vers libres, à l'occasion du retour de S. A. R. le duc d'Angoulême, avec Marc-Antoine Désaugiers et Michel-Joseph Gentil de Chavagnac, au Théâtre-Français (10 décembre)
- 1825 : La Couronne de fleurs, vaudeville en 1 acte, à l'occasion du couronnement de S. M. Charles X, avec Gabriel de Lurieu et Jean-Baptiste-Charles Vial, au théâtre des Variétés (7 juin)
- 1825 : Le Château et la Ferme, comédie en 1 acte et en prose, avec Emmanuel Théaulon et Paul Duport, au Théâtre-Français (11 juin)
- 1826 : Les Dames à la mode, à-propos-vaudeville en 1 acte, avec Nicolas Brazier et Gabriel de Lurieu, au théâtre du Vaudeville (5 janvier)
- 1826 : L'Appartement garni, ou les Deux locataires, comédie-vaudeville en 1 acte, avec Pierre-Frédéric-Adolphe Carmouche et Mélesville, au théâtre du Vaudeville) (20 février)
- 1826 : Place à donner, vaudeville en 5 actes, avec Alphonse Vulpian et Lassagne, au théâtre du Vaudeville (21 juin)[7]
- 1826 : Le Voisin, ou Faisons nos affaires nous-mêmes, comédie-vaudeville en 1 acte, avec Gabriel de Lurieu et Marc-Antoine Désaugiers, au théâtre du Vaudeville (3 octobre)